# Martin Richter (Politiker, 1915)
Martin Richter (* 19. Juli 1915 in Leubnitz; † nach 1989) war ein deutscher Funktionär der DDR-Blockpartei NDPD. Er war Abgeordneter der Landtage von Sachsen und Mecklenburg-Vorpommern sowie der Volkskammer der DDR.

## Leben
Richter, Sohn eines Zimmermanns, besuchte die Oberschule und eine Hochschule für Lehrerbildung. Anschließend arbeitete er als Lehrer. Zum 1. November 1936 trat er in die NSDAP ein (Mitgliedsnummer 2.205.944). Ab 1938 leistete er Militär- und Kriegsdienst in der Wehrmacht. Als Oberleutnant des Füsilierbataillons 24 geriet er 1944 in sowjetische Kriegsgefangenschaft, besuchte eine Antifa-Schule und wurde Angehöriger des NKFD.
Nach dem Zweiten Weltkrieg kehrte er 1948 in die Sowjetische Besatzungszone zurück. Er wurde 1949 Mitglied der National-Demokratische Partei Deutschlands (NDPD) und Geschäftsführer des NDPD-Kreisvorstandes Leipzig. Von 1950 bis 1989 war er Mitglied des Hauptausschusses der NDPD. Von November 1950 bis September 1951 war er Mitglied des Sächsischen Landtags. 
Im Jahr 1951 wurde er politischer Geschäftsführer des NDPD-Landesvorstandes Mecklenburg und vom Landesausschuss Mecklenburg der Nationalen Front als Nachfolger für den zurückgetretenen Abgeordneten Friedrich Ring im Landtag von Mecklenburg-Vorpommern benannt. Nach der Auflösung der Länder und Bildung der Bezirke in der DDR im Sommer 1952 wurde er Vorsitzender des NDPD-Bezirksverbandes Neubrandenburg.
Im Jahr 1953 ging er zurück nach Sachsen und fungierte bis 1975 als Vorsitzender des NDPD-Bezirksverbandes Karl-Marx-Stadt (Nachfolger von Rudolf Wolf). Von September 1953 bis November 1958 gehörte er als Mitglied der NDPD-Fraktion der Volkskammer an und war Mitglied des Verfassungsausschusses. Von 1958 bis 1976 war er Abgeordneter des Bezirkstages Karl-Marx-Stadt. Er war stellvertretender Vorsitzender des Bezirksvorstandes der Gesellschaft für Deutsch-Sowjetische Freundschaft (DSF), Mitglied des Bezirksausschusses der Nationalen Front und des Bezirksvorstandes der   URANIA Karl-Marx-Stadt. Ab 1975 war er Vorsitzender der Bezirksparteikontrollkommission Karl-Marx-Stadt der NDPD und ab 1977 Mitglied der Leitung des Bezirkskomitees der Antifaschistischen Widerstandskämpfer der DDR.

## Auszeichnungen
- Ehrennadel der Gesellschaft für Deutsch-Sowjetische Freundschaft
- Ehrennadel der Nationalen Front
- 1959 Verdienstmedaille der DDR
- 1956 Vaterländischer Verdienstorden in Bronze, 1969 in Silber und 1975 in Gold
- 1985 Orden Stern der Völkerfreundschaft in Silber